# 松平三光
松平 三光（まつだいら みつみつ）は、戦国時代 の三河国の武将。大草松平家の5代目当主。

## 略歴
『寛永諸家系図伝』などは父を松平昌久で三河国額田郡伊賀の生まれとしているが、異説として松平昌久の弟で信貞の子とするものもある。
三光の動静について『寛永諸家系図伝』などの系図史料は伝えないが、『龍城中岡崎中分間記』『参州本間氏覚書』は天文9年（1540年）の安城合戦ないし永禄3年（1560年）の桶狭間の戦いにおける丸根砦攻めで、『柳営婦女伝系』は永禄6年（1563年）の三河一向一揆との争乱で、それぞれ戦死したとしている。